# Monastère de la Croix d'Onega
Le monastère de la Croix d'Onéga (en russe : Онежский Крестный монастырь) est situé sur l'île de Ki, dans la baie d'Onega, sur la mer Blanche. C'est un monastère d'homme, de confession orthodoxe, fondé en 1656 par le patriarche Nikon.

## Création du monastère
En 1639, l'hiéromoine (futur patriarche de Moscou) Nikon revenant du monastère Solovetski est surpris par une tempête près de l'embouchure du fleuve Onega. Il s'en sauve en trouvant refuge sur l'île de Ki. En souvenir de cela, il fait planter sur l'île une sainte Croix et formule la promesse de construire un monastère sur cette île.

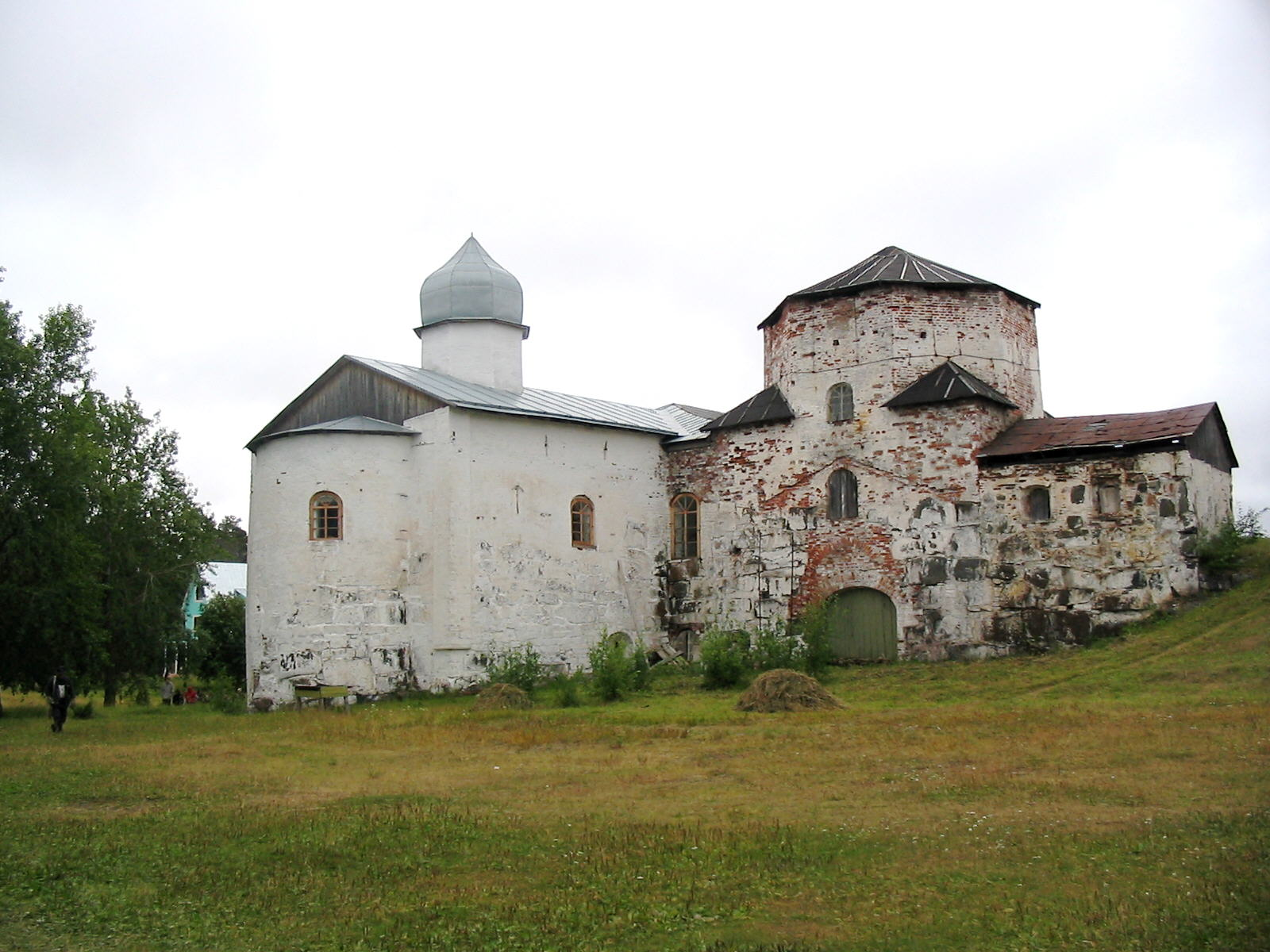
Église de la Nativité de la Vierge

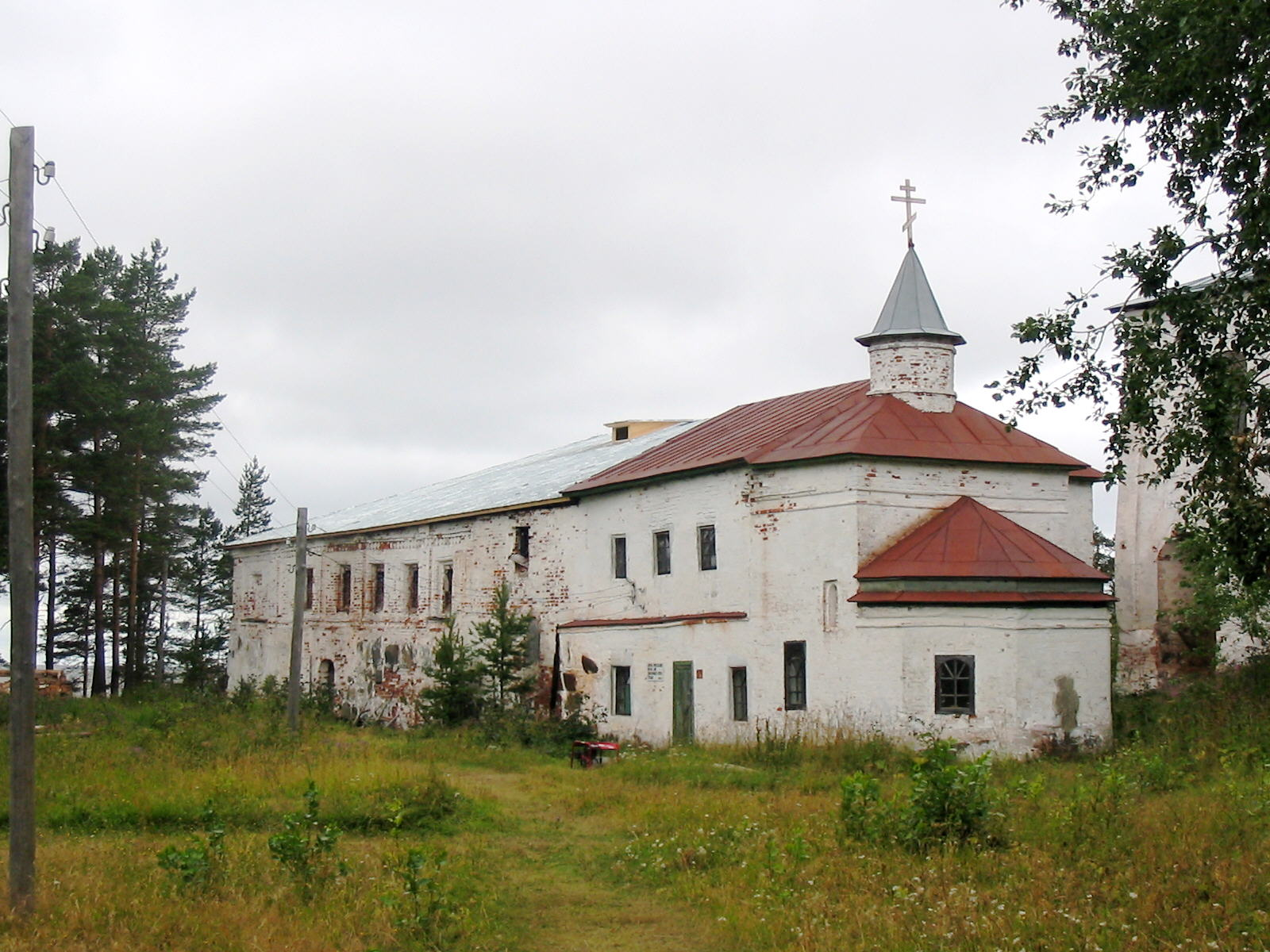
Église de la Vraie Croix et corpus de cellules

Treize années plus tard, en 1652 , Nikon (devenu à cette époque métropolite de Novgorod), est envoyé au monastère de Solovetski pour assurer le transfert des reliques de Philippe II de Moscou à Moscou. Sur le chemin du retour, il passe de nouveau par l'île de Ki et, en souvenir de son sauvetage, il fait ériger une nouvelle chapelle contenant une croix, près de l'extrémité de l'île. En 1656, il réalise sa promesse et obtient du tsar l'autorisation de fonder un monastère sur l'île de Ki et de lui donner le nom de l'Élévation de la Croix du Seigneur. La fondation officielle du monastère est due à la charte du tsar Alexis Ier, donnée le 13 juin 1656.
Pour rassembler les fonds nécessaires à la construction du monastère, Nikon se tourne vers la population. Il rassemble une somme énorme, évaluée à environ 6 000 roubles. La construction des premiers bâtiments sur l'île est réalisé entre 1656 et 1659 sous la direction des starets Nifont Terebienski et Isaï ainsi que du stolnik Vassili Poskotchine, tous hommes de confiance de Nikon. Le premier édifice en bois est probablement l'église de l'Élévation de la Croix (selon un inventaire de 1657), qui est consacrée une deuxième fois en 1661 sous le nom de cathédrale Saint Michel Archange. L'église en bois d'Iverski est construite en 1659. En 1660 Nikon vient lui-même sur l'île de Ki et y vit durant presque une année pour diriger les travaux. Il y met au point un système de collecte d'eau douce, suivant le modèle des monastères palestiniens. Le 2 septembre 1660, il consacre la cathédrale centrale de l'Élévation de la Croix du monastère. Le 8 septembre 1660, il consacre encore la troisième église, celle de Tous les Saints qui existe encore de nos jours. Plus tard on ne construit plus d'église en bois mais seulement des chapelles. À la fin septembre 1660, Nikon retourne à Moscou et ne reviendra plus sur l'île de Ki.   
Politiquement, le nouveau monastère était conçu comme une alternative au monastère Solovetski, devenu un des centres d' orthodoxes vieux-croyants. Une partie des propriétés et des serfs du monastère de Solovetski a été transférée au monastère de la Croix d'Onéga. La signification exceptionnelle de ce monastère était soulignée du fait que, dès l'origine, le monastère a bénéficié du concept de la stavropégie (patriarche) et dépendait donc directement de l'archimandrite, ce qui était rare à l'époque.   
La relique la plus vénérée du monastère est la Croix de Ki, réalisée à la demande de Nikon en cyprès, faite sur mesure suivant la taille de la Vraie Croix, et contenant dans une châsse jusqu'à 300 divers objets (une partie étant des reliques de saints, mais aussi de la terre des lieux saints etc.) Aujourd'hui, cette croix de Ki se trouve à Moscou, dans l'église de saint Serge de Radonège, rue Krapivinski.
Jusqu'au moment où les bolcheviks ont ruiné le monastère, les vases d'argent et d'or ont été conservés. C'était le trésor du patriarche Nikon, de même pour sa crosse en bois et ses vases d'argent. Dans la bibliothèque étaient conservées 250 vitas des patriarches écrits en cyrillique semionciale par le sous-diacre de Nikon, Ivan Choucherine. Parmi les votchinas que possédait le monastère, il y avait Borovskaïa.

## Histoire ultérieure du monastère
Après la sécularisation décidée par Catherine II, le monastère tombe peu à peu en ruine.
En 1756, une bourse forestière est organisée sur le territoire du monastère pour favoriser le commerce du bois et du matériel lié au bois avec les étrangers. Cette bourse disparaît après la restauration du monastère. 
En 1764, après la sécularisation, l'exploitation par le monastère des paysans du village proche de Vorzogory, sur le continent, a diminué mais n'a pas cessé complètement. Ces paysans passent toutefois sous la tutelle de l'État et sont chargés de l'entretien du monastère de l'île de Ki.
Quelques années après la révolution d'octobre 1917, en 1922, le monastère est fermé au culte sous le régime soviétique.

### Débarquement anglais
En juillet 1854, à l'époque de la campagne de la Mer Blanche durant la Guerre de Crimée (1853-1856), des bateaux anglais parcourent la mer Blanche. Le 9 juillet 1854, une escadre s'approche de l'île de Ki et 80 hommes débarquent sur 6 barques. Les Anglais vont incendier le bâtiment en bois de la douane dans la ville d'Onega ainsi que les maisons avoisinantes dans lesquelles vivent les douaniers. Mais ils épargnent les bâtiments de la compagnie anglaise de commerce de bois, qui appartiennent à un Anglais. Les dégâts causés par l'incendie s'élèveront à environ 2 000 roubles d'argent.
Sur l'île, le monastère est pillé et saccagé et les Anglais emportent les objets liturgiques précieux, retirent la grande cloche de six pouds du clocher. Ils prennent encore 7 gros canons : ils en jettent trois dans un puits, en emportent deux, et ne parviennent pas à emporter les deux derniers. Ce maigre butin est dû au fait qu'au début de la guerre, le trésor du monastère avait été enfermé dans 7 coffres envoyés ensuite à la paroisse de Podporoje le long de l'Onega sur le continent. Les objets de moindre valeur étaient enterrés sur l'île elle-même.

## Architecture
Actuellement sur l'île de Ki les différents édifices qui subsistent dans des états différents sont :
- La cathédrale de l'Élévation de la Croix (1660).
- L'église provenant du bois de la Vraie Croix (1660) ainsi que le bâtiment des cellules (environ 1715).
- L'église de la Nativité de la Vierge Marie (1689) avec son clocher et sa trapeznaïa.
- La chapelle de la Nativité de Jésus (1874).
- La chapelle en l'honneur du métropolite Philippe de Moscou (1869).
- L'église en bois de Tous les Saints, transformée en maison de repos.
- L'église de l'abbé (1871).
- L'église des frères, en bois.
- Une partie du mur d'enceinte du monastère (en bois).

### Cathédrale de l'Élévation de la Croix du monastère

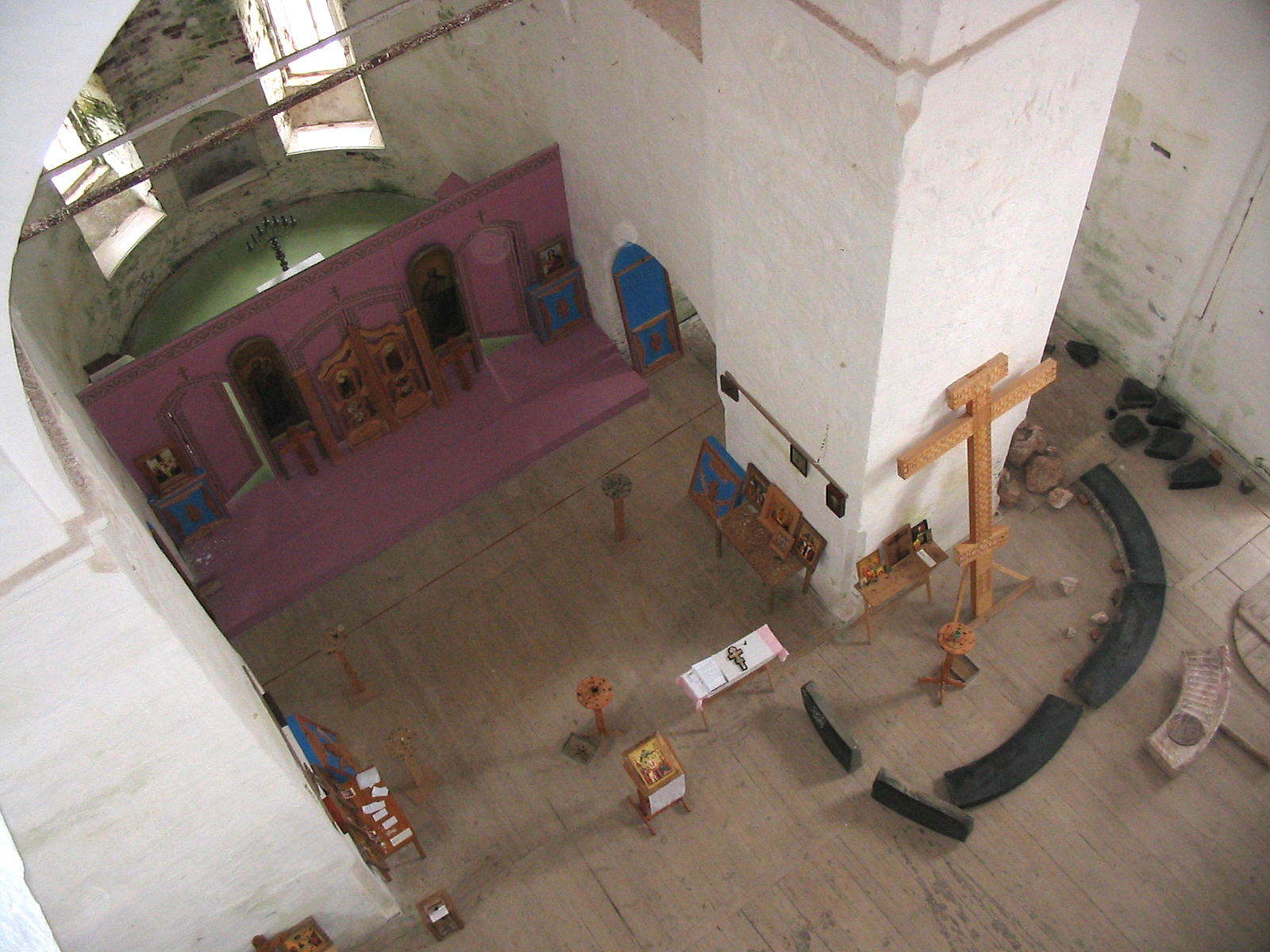
Vue de l'intérieur de la cathédrale de l'Élévation de la Croix, depuis la galerie

La cathédrale de l'Élévation de la Croix a été construite sous la direction personnelle du patriarche Nikon et consacrée par lui en 1660. Le patriarche amène des architectes à Ki après la construction du monastère Iverski de Valdaï (1653) sur le Lac Valdaï. C'était probablement l'architecte Averki Mokeev qui dirigeait les travaux de structure en pierre de la cathédrale.
La partie inférieure du mur qui supporte la charge la plus élevée est réalisée en calcaire ; la partie supérieure est réalisée en briques et en granite alternés.
La cathédrale s'appuie sur quatre piliers à l'intérieur du quadrilatère central auquel s'ajoutent trois absides. C'est une conception classique des églises russes. L'église devait vraisemblablement être couverte de cinq dômes, mais après une série d'incendies et d'effondrement de deux dômes, l'église n'en garda que trois. Actuellement ils ne subsiste plus qu'un seul dôme, les autres sont recouverts d'un toit. Le tambour central permettait d'éclairer l'intérieur grâce au verre (précédemment du mica) mais, par crainte des incendies, les ouvertures du tambour ont été fermées au moyen de briques. La hauteur actuelle de l'église est inférieure d'environ deux mètres à la précédente construction du fait de la simplicité de la structure de la coupole posée sur le tambour central subsistant. Les entrées étaient décorées d' arcs et de portails.
L'actuelle cathédrale de la Croix d'Onega donne une impression tout à fait différente de celle conçue au départ : elle reste lourde, puissante, mais disproportionnée. Les cinq coupoles, dont celle du centre était légère et entourée de quatre plus petits tambours, devaient à l'origine être plus harmonieuses et plus élevées. La vue du temple était favorisée par les pentes du terrain qui l'entoure, et la position plus basse des absides par rapport à l'axe du corpus central.
À l'intérieur de la cathédrale, une partie significative de l'espace, était réservée à l'iconostase qui n'a pas été conservée. L'emplacement de l'icône de la cathédrale était occupé par la Croix de Ki créée par Nikon. Il ne semble pas qu'il y ait eu des peintures murales, si ce n'est à l'intérieur du tambour, mais elles n'ont pas été conservées. Au deuxième niveau, une galerie a été construite pour les chœurs. Les chercheurs pensent qu'au centre de la galerie se trouvait une place pour le patriarche Nikon, lui-même, qui se trouvait ainsi au-dessus de ceux qui priaient, plus près du ciel. L'épaisseur des murs (jusqu'à deux mètres) permettait de créer des escaliers intérieurs jusqu'aux chœurs. Dans le coin nord-ouest, un escalier étroit en colimaçon permettait d'accéder à la galerie, conçue aussi pour accéder à une énorme lustre commandé par Nikon pour la cathédrale.
Jusqu'il y a peu, une maison de repos était installée dans la cathédrale. Aujourd'hui la cathédrale a été reconsacrée et une petite iconostase a été installée. Mais il n'y a pas encore de services liturgiques réguliers dans la cathédrale.

## Galerie de photos

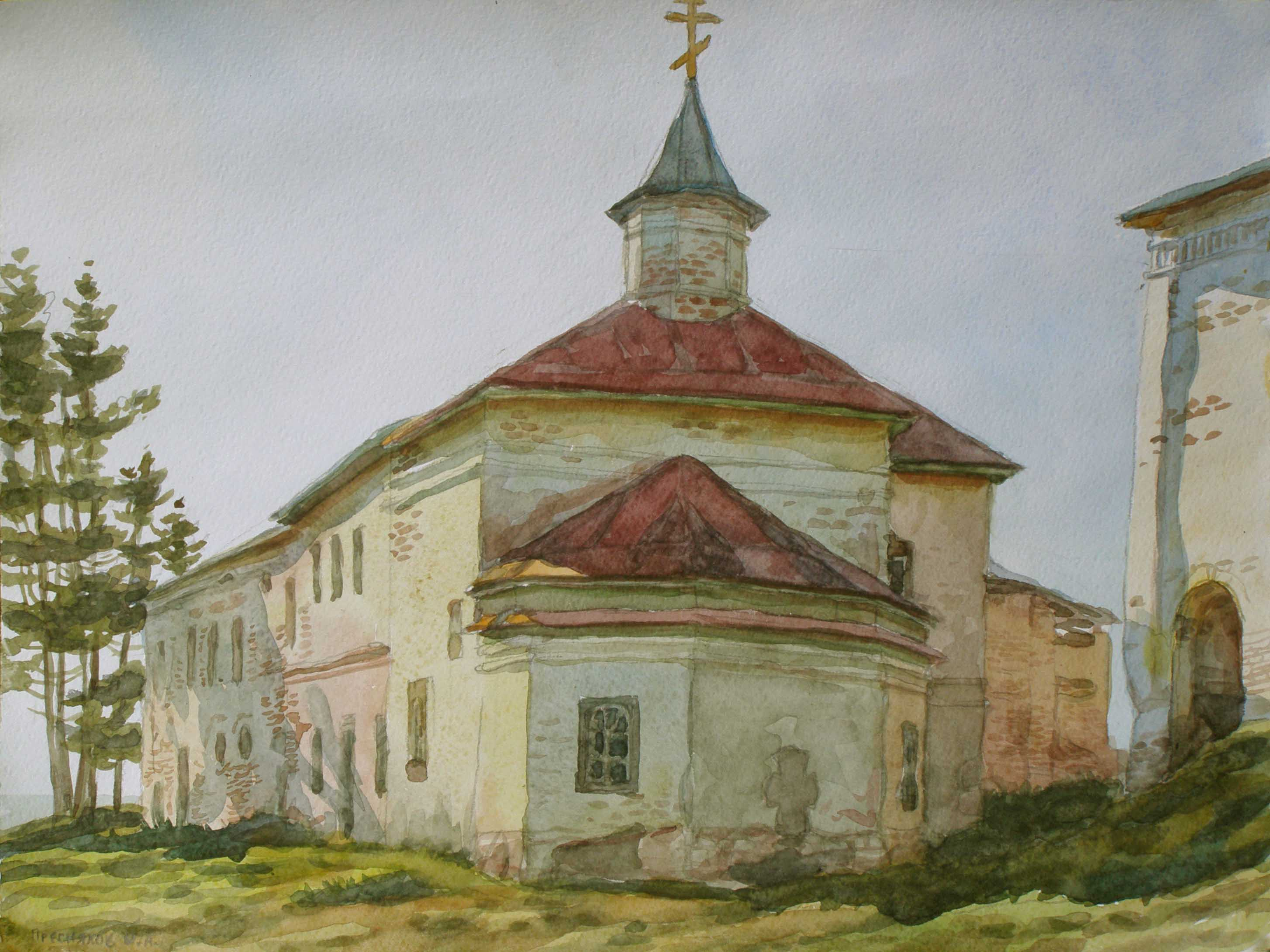
M. Presniakov. Église de la vraie Croix
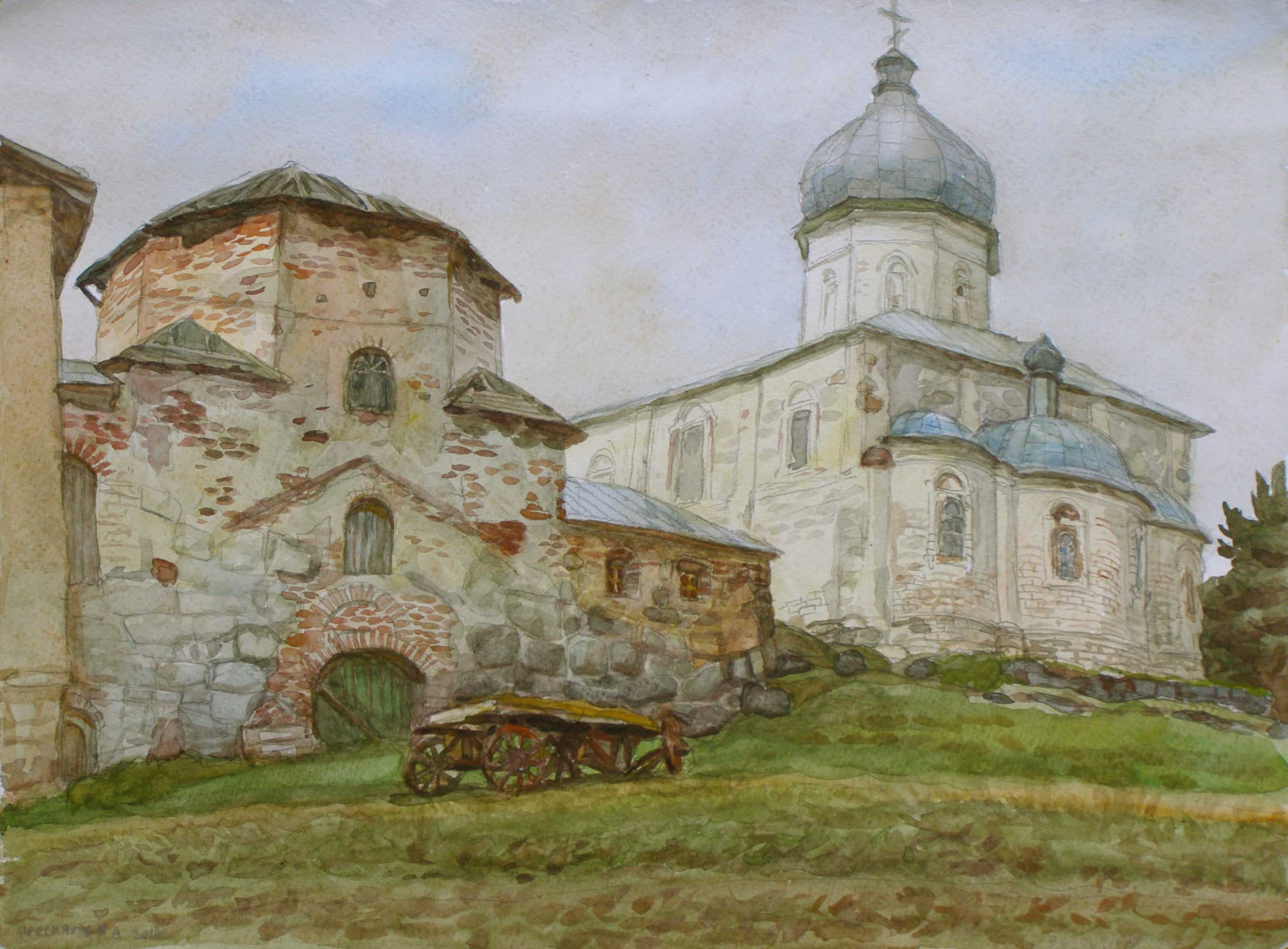
M Presniakov (2010). Cathédrale de l'Élévation de la Croix
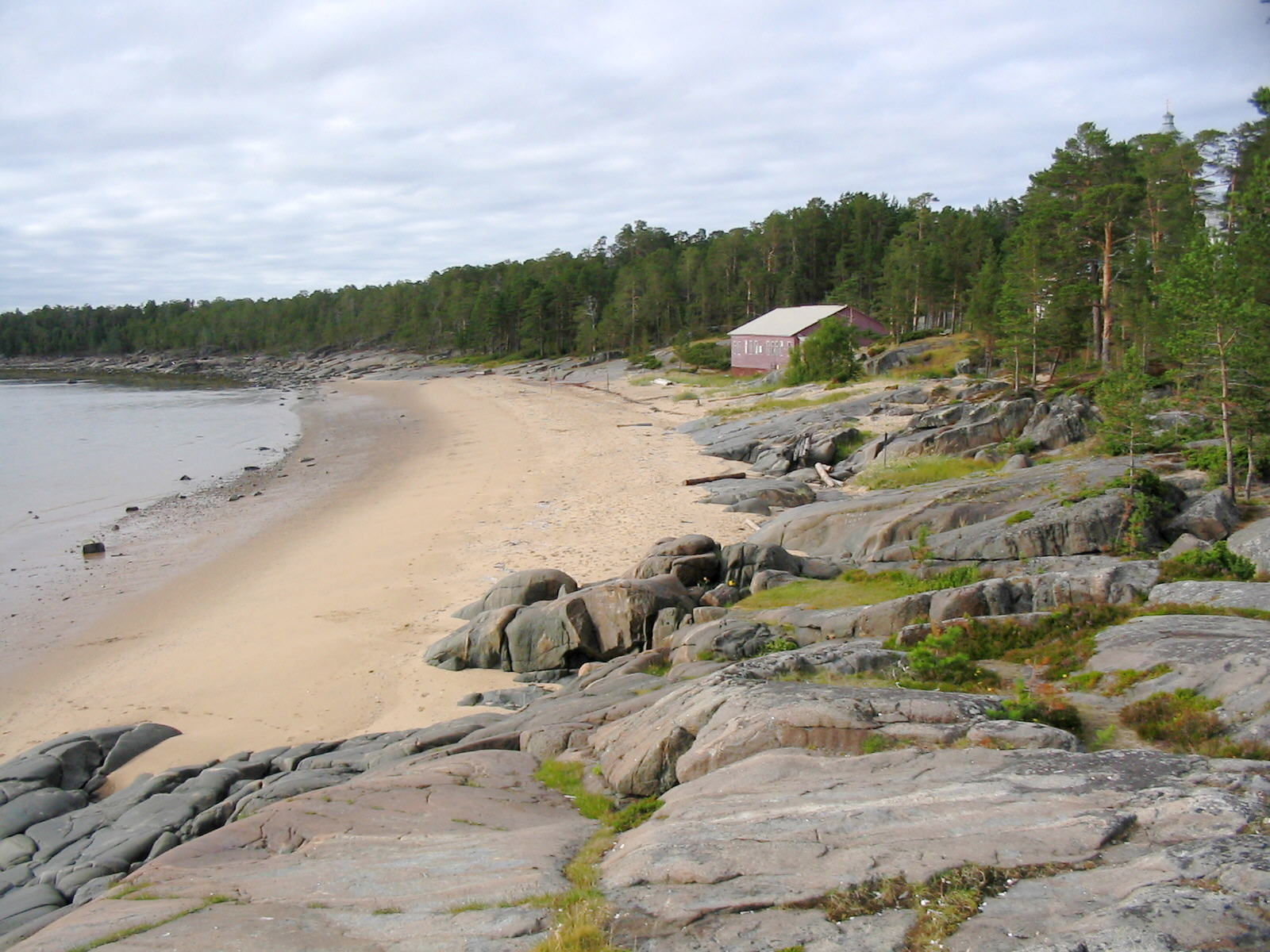
ïle de Ki, une plage